# Konungariket Galizien och Lodomerien

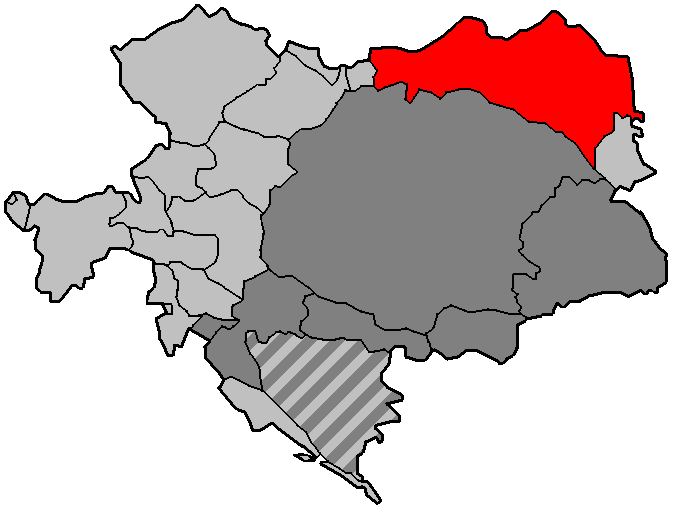
Galizien och Lodomerien vid starten av det första världskriget 1914.

Konungariket Galizien och Lodomerien (tyska: Königreich Galizien und Lodomerien [ˈkøːnɪkˌʁaɪç ɡaˈliːtsi̯ən ʔʊnt lodoˈmeːʁi̯ən]; polska: Królestwo Galicji i Lodomerii [kruˈlɛstfɔ ɡaˈlit͡sji i lɔdɔˈmɛrji]; ukrainska: Королівство Галичини та Володимирії) var ett kronland under Habsburgska monarkin. Galizien och Lodomerien sträckte sig över de moderna statsstaterna Polen, Ukraina och Rumänien i Östeuropa och den historiska regionen Galizien som också kallas Rödrutenien. Statsbildningen skedde 1772.
Befolkningen var heterogen, såväl språkligt, religiöst som etniskt. Bland språk som talades märks jiddisch, polska och tyska. I de västra landsdelarna var polackerna i majoritet medan rusinerna var i majoritet i den östra landsdelen.
Huvudstad var Lviv.